# Quercus chenii
Espèce
Classification phylogénétique
Quercus chenii est une espèce de chêne originaire du sud-est de la Chine, appartenant au sous-genre Cerris. Arbre atteignant 30 m, il pousse du niveau de la mer à environ 600 m d'altitude, et peut former des peuplements monospécifiques. Certaines botanistes estiment qu'il pourrait être un synonyme de Quercus acutissima.

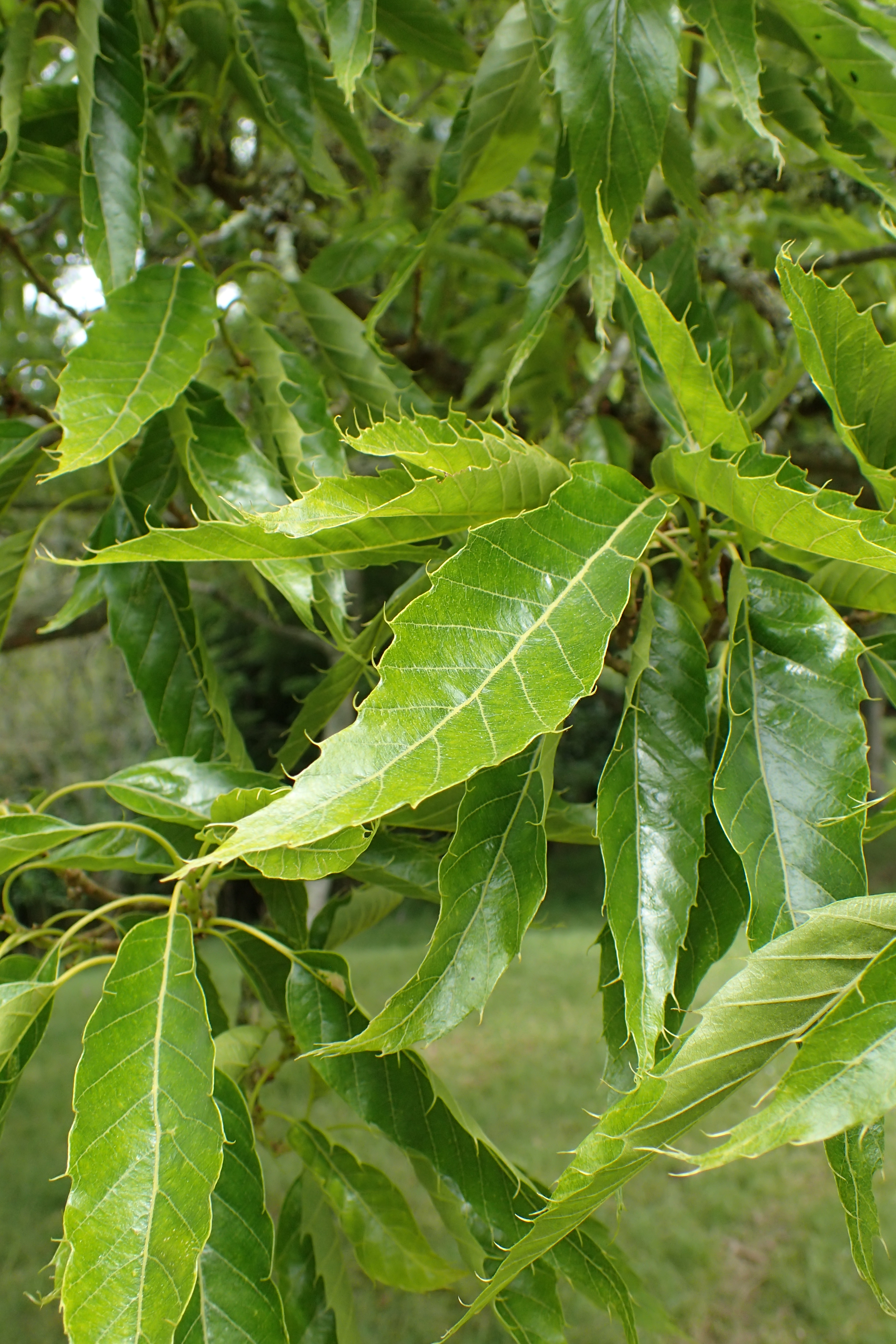
Feuille de Quercus chenii